# José María Pazo
José María Pazo Torres (Valledupar, 1964. április 4. –), kolumbiai válogatott labdarúgókapus.
A kolumbiai válogatott tagjaként részt vett az 1993-as Copa Américán és az 1994-es világbajnokságon.

## Sikerei, díjai
Junior Barranquilla
- Kolumbiai bajnok (2): 1993, 1995

Kolumbia
- Copa América bronzérmes (1): 1993